# دوغلاس جمال
دوغلاس جمال (بالإنجليزية: Douglas Jemal)‏ هو رجل أعمال أمريكي من أصل يهودي سوري، ولد في 1942 في بروكلين في الولايات المتحدة. وهو مطور ومالك ، مؤسس شركة Douglas Development Corp. (يمتلك برج Seneca One ، أطول مبنى في مقاطعة بافالو الأمريكية، وهو أيضا المؤسس المشارك لسلسلة المتاجر الإلكترونية The Wiz.